# Pjasina
Pjasina (ryska: Пясина) är en flod i Krasnojarsk kraj, Ryssland. Flodens längd är 818 km. Avrinningsområdet har en areal på 182 000 km². Pjasinafloden börjar i Pjasinasjön och mynnar ut i Pjasinobukten i Karahavet. Det finns mer än 60 000 sjöar vid Pjasinaflodens mynning och dessa täcker ett område på 10 450 km². Floden fryser vanligtvis till omkring månadsskiftet september-oktober och förblir frusen tills juni.
Området ingår i naturreservatet "Bolsjoj Arktitjeskij gosudarstvennyj prirodnyj zapovednik" (Stora arktiska naturreservatet).